# Rhipsalis grandiflora
Rhipsalis grandiflora ist eine Pflanzenart in der Gattung Rhipsalis aus der Familie der Kakteengewächse (Cactaceae). Das Artepitheton grandiflora leitet sich von den lateinischen Worten grandis für ‚groß‘ sowie -florus für ‚-blühend‘ ab.

## Beschreibung
Rhipsalis grandiflora wächst epiphytisch oder lithophytisch strauchig mit hängenden, reich gabelig oder wirtelig verzweigten Trieben und erreicht eine Länge von bis zu 1 Meter. Die gräulich grünen, lang zylindrischen Triebe sind drehrund und in der Nähe der Areolen oft purpurfarben überhaucht. Sie sind 5 bis 15 Zentimeter lang und weisen Durchmesser von bis zu 3 Zentimeter auf. Die Areolen sind nicht eingesenkt und tragen keine Borsten.
Die zahlreichen, cremeweißen Blüten erscheinen seitlich aus den Trieben. Sie sind 10 bis 12 Millimeter lang und erreichen einen Durchmesser von bis zu 20 Millimeter. Die kugelförmigen Früchte sind weiß oder rot.

## Verbreitung, Systematik und Gefährdung
Rhipsalis grandiflora ist in den brasilianischen Bundesstaaten Rio de Janeiro, São Paulo, Paraná und Santa Catarina verbreitet.
Die Erstbeschreibung erfolgte 1819 durch Adrian Hardy Haworth. Nomenklatorische Synonyme sind Hariota grandiflora (Haw.) Kuntze (1891) und Lepismium grandiflorum (Haw.) Backeb. (1959).
In der Roten Liste gefährdeter Arten der IUCN wird die Art als „Least Concern (LC)“, d. h. als nicht gefährdet geführt.

## Nachweise